# Édouard Goerg
Édouard-Joseph Goerg (Sídney, 9 de junio de 1893 - Callian, Francia, 13 de abril de 1969) fue un pintor francés, adscrito al expresionismo. 
Nacido en Sídney (Australia), de padres franceses, tras pasar varios años en Gran Bretaña su familia se trasladó a París en 1900. Entre 1910 y 1914 realizó diversos viajes por Francia, Italia y la India. Estudió en la Académie Ranson entre 1913 y 1914 con Maurice Denis y Paul Sérusier. Posteriormente fue movilizado en la Primera Guerra Mundial, donde sirvió en Grecia, Turquía y Serbia. 
Sus primeros éxitos se produjeron en los años 1920, exponiendo en el Salon des Indépendants, el Salón de Otoño, el Salón de las Tullerías y el Salon des Pientres Témoins de Leur Temps. También expuso en la Galerie Berthe Weill en 1922 y 1924, con sus amigos Marcel Gromaire, Jules Pascin y Per Krogh. Su primera exposición individual fue en París en 1925, a partir de la cual expuso continuadamente durante cuatro décadas, en lugares como São Paulo, Río de Janeiro, Atenas, Nueva York, Chicago, Boston y Filadelfia. 
La obra de Goerg se enmarca en el expresionismo, caracterizada por los colores profundos, extrañas composiciones y temáticas de contenido social, con predilección por temas religiosos y circenses. 